# Jens Salvesen
Jens Johan Salvesen, né le 8 septembre 1883 à Dypvåg, mort le 21 septembre 1976 à Oslo, est un sportif norvégien qui a participé aux Jeux olympiques de 1920 à Anvers.

## Biographie
Salvesen a remporté une médaille d'argent olympique en voile pendant les Jeux olympiques d'été de 1920 à Anvers. Il est venu à la deuxième place dans la classe 8 mètres (type de 1919) avec le bateau norvégien Lyn derrière Sildra, un autre bateau norvégien. Il n'y avait que trois bateaux de cette classe, deux norvégiens et un belge, Antwerpia V, qui est arrivé troisième et dernier. L'équipage de Lyn été composé de Salvesen, de Lauritz Schmidt, Finn Schiander, Nils Thomas et Ralph Tschudi. Il a également participé aux Jeux olympiques d'été de 1928 à Amsterdam avec le bateau Noreg, terminant quatrième.
Salvesen a également été actif dans plusieurs sports. Il a remporté le deuxième prix dans la catégorie B au festival de ski d'Holmenkollen en 1905, joué au football pour le Spring de Kristiana et pour l'Akademisk Fotballklub, et au tennis au sein du Oslo Tennisklubb.

## Palmarès

### Jeux olympiques
- JO 1920 à Anvers (Belgique) :
  -  Médaille d'argent en classe 8 mètres.